# Mistrzostwa Afryki w Judo 2018
Mistrzostwa Afryki w judo rozegrano w Tunisie w Tunezji w dniach 12–15 kwietnia 2018 roku na terenie El Menzah Sports Palace.

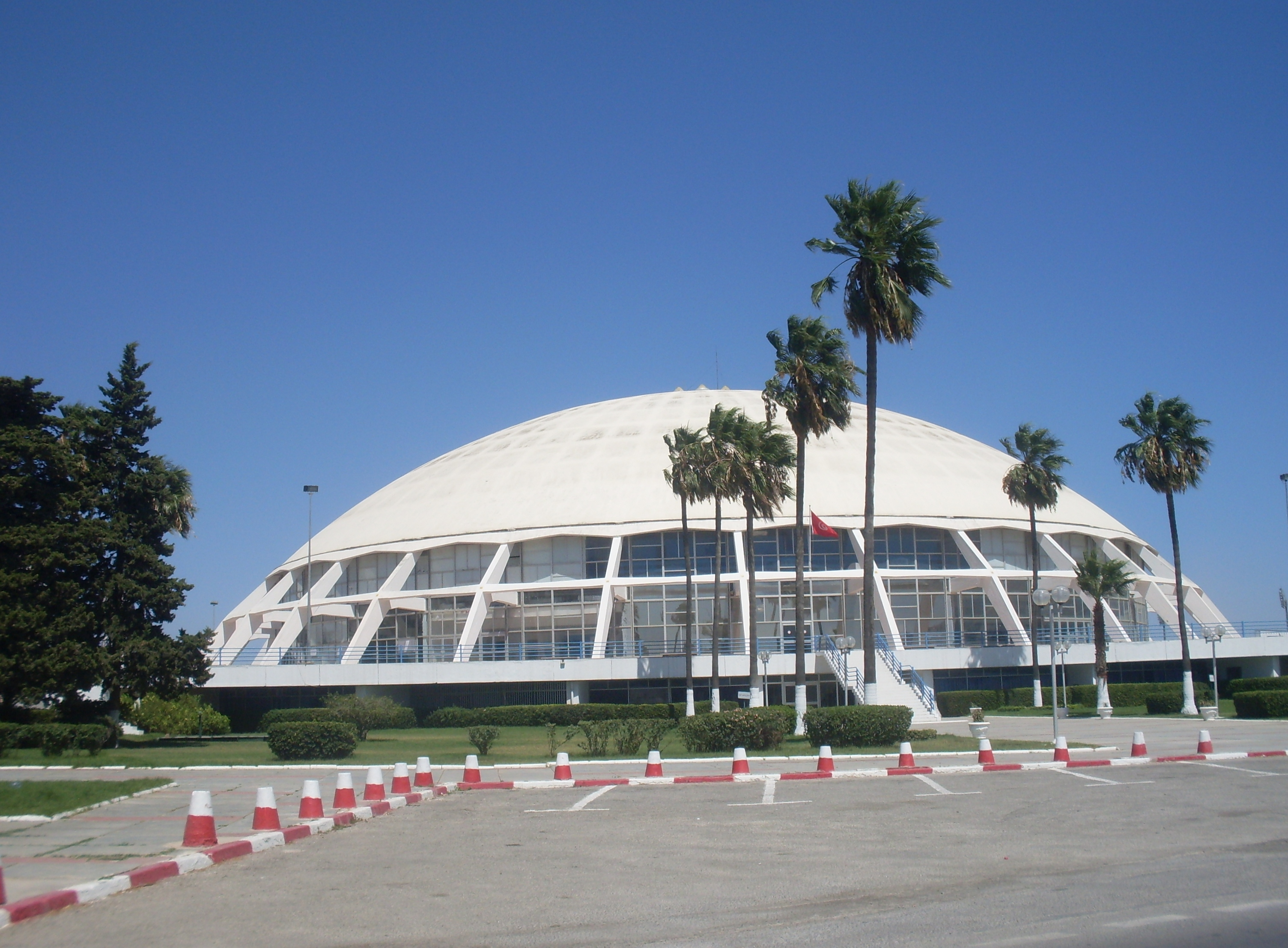

## Klasyfikacja medalowa
| Miejsce | Państwo                       |    |    |    | Razem |
| ------- | ----------------------------- | -- | -- | -- | ----- |
| 1       | Tunezja                       | 6  | 4  | 6  | 16    |
| 2       | Algieria                      | 4  | 4  | 9  | 17    |
| 3       | Maroko                        | 4  | 3  | 4  | 11    |
| 4       | Egipt                         | 3  | 4  | 3  | 10    |
| 5       | Senegal                       | 0  | 2  | 2  | 4     |
| 6       | Kamerun                       | 0  | 0  | 4  | 4     |
| .       | Południowa Afryka             | 0  | 0  | 3  | 3     |
| 8       | Angola                        | 0  | 0  | 1  | 1     |
| .       | Gabon                         | 0  | 0  | 1  | 1     |
| .       | Demokratyczna Republika Konga | 0  | 0  | 1  | 1     |
| Razem   | Razem                         | 17 | 17 | 34 | 68    |

## Wyniki[3][4]

### Mężczyźni
| Waga    | Złoto:                  | Srebro:             | Brąz:                                    |
| -60 kg  | Issam Bassou            | Fraj Dhouibi        | Salim Rebahi Moussa Diop                 |
| -66 kg  | Mohamed Abdelmawgoud    | Ahmad Abd ar-Rahman | Hud Zurdani Imad Bassou                  |
| -73 kg  | Fathi Nurin             | Mohamed Mohyeldin   | Ahmed El-Meziati Acacio Quifucussa       |
| -81 kg  | Mohamed Abdelaal        | Achraf Moutii       | Abdelaziz Ben Ammar Abdelrahman Mohamed  |
| -90 kg  | Abderrahmane Benamadi   | Oussama Snoussi     | Ali Hazem Eyale Le Beau                  |
| -100 kg | Ramadan Darwish         | Iljas Bu Jakub      | Billel Belhimer Anis Ben Khaled          |
| +100 kg | Faicel Jaballah         | Mbagnick Ndiaye     | Mustapha Abdallaoui Mohammed Amine Tayeb |
| open    | Mohamed Sofiane Belreka | Maisara Elnagar     | Dieudonne Dolassem Faicel Jaballah       |

### Kobiety
| Waga            | Złoto:                  | Srebro:          | Brąz:                             |
| -48 kg          | Olfa Saoudi             | Aziza Chakir     | Geronay Whitebooi Hadjer Mecerrem |
| -52 kg          | Fatima Zahra El Qorachi | Hela Ayari       | Faïza Aissahine Meriem Moussa     |
| -57 kg          | Soumiya Iraoui          | Lamiaa Alzenan   | Nesria Jelassi Ghofran Khelifi    |
| -63 kg          | Meriem Bjaoui           | Sofia Belattar   | Imen Aguar Amina Belkadi          |
| -70 kg          | Assmaa Niang            | Souad Bellakehal | Karene Agono Wora Nihel Landolsi  |
| -78 kg          | Kaouthar Ouallal        | Sarra Mzougui    | Alaa Hamed Unelle Snyman          |
| +78 kg          | Nihel Cheikh Rouhou     | Sonia Asselah    | Monica Sagna Hortence Atangana    |
| open            | Nihel Cheikh Rouhou     | Monica Sagna     | Hortence Atangana Unelle Snyman   |
| Drużynowo mikst | Tunezja                 | Algieria         | Kamerun · Maroko                  |